# Thor: The Dark World - The Official Game
Thor: The Dark World - The Official Game es un videojuego de acción basado en la película Thor: The Dark World de 2013 desarrollado por Gameloft Beijing y publicado por Gameloft para Android, iOS y J2ME. Fue lanzado para iOS el 31 de octubre de 2013 y para Android el 7 de noviembre de 2013. Fue lanzada una versión 2D de beat 'em up para Android y J2ME, y una versión 3D de rol de acción para Android y iOS.
El juego aunque está basado en la película de 2013 del mismo nombre, la trama es diferente.

## Jugabilidad

### Versión 2D
En el juego, el jugador toma el control de Thor y su martillo Mjölnir. El juego beat 'em up incluye mayormente desplazamiento lateral en 2D basado en armas con algunas secciones en las que el jugador tiene que usar su martillo para volar. Los enemigos sueltan cristales azules y verdes. Los verdes restauran la salud y los azules se pueden usar para comprar mejoras para obtener salud adicional o daño adicional. Fandral y Heimdall pueden ser convocados para un ataque especial.

### Versión 3D
Como RPG de acción, el juego consta de varias secuencias pequeñas que tienen lugar en los planetas Asgard, Jotunheim, Nidavellir, Svartalheim y Vanaheim, con rutas de nivel para cada ubicación. Las misiones son lineales con misiones como liberar personajes, desactivar trampas, derrotar al jefe, etc. Thor se puede mover libremente por la pantalla usando un gamepad virtual o directamente tocando donde necesita ir. El primer método de control utiliza botones en pantalla para las acciones, mientras que el segundo se basa en tocar y deslizar. Por ejemplo, tocar a un enemigo hace que Thor ataque automáticamente, un toque con dos dedos lo hace lanzar Mjolnir, a menudo para destruir partes específicas de los entornos o como ataques a distancia, y dibujar formas activa ataques especiales.
Thor no lucha solo. Una barra en la esquina inferior izquierda se recarga gradualmente y se puede usar para convocar a Einherjar (unidades aliadas) como alquimistas, luchadores, lanceros, valquirias, etc. Estos actúan como personajes de apoyo que atacan por su cuenta y avanzan constantemente, de forma similar a los minions en juegos ARTS/MOBA. Opcionalmente, se pueden emitir pequeños comandos como 'reunir' para ejercer cierto control sobre ellos, por ejemplo, para evitar que caminen hacia las trampas. A medida que el medidor sigue recargándose, se puede solicitar ayuda adicional constantemente tan pronto como alguien muera y el medidor siempre se recarga. Cada tipo de enemigo es fuerte o débil contra ciertos personajes de apoyo y esto debe tenerse en cuenta al seleccionar a quién llevar a la batalla antes de que comiencen las misiones.
También se pueden desbloquear o comprar aliados adicionales como Warriors Three, Volstagg, Sif, Loki, Heimdall y Fandral. Estos se mantienen cerca de Thor y tienen habilidades especiales. En el camino se desbloquean armas, objetos y mejoras adicionales. La actualización se realiza principalmente con runas e ISO-8, las monedas básicas del juego. Si bien ISO-8 es mucho más escaso que las runas, Uru es la moneda premium. Se compra con dinero real a través de compras dentro de la aplicación, ya que el juego es gratuito. Es la única moneda que se puede utilizar para comprar las otras dos. También hay muchas habilidades desbloqueadas en un árbol de habilidades, principalmente usando Uru. Estos proporcionan habilidades mejoradas y nuevos tipos de ataques. También se pueden comprar atuendos y martillos adicionales. El dinero también se puede gastar en pociones de salud para restaurar la salud y acelerar el tiempo de enfriamiento para revivir a los aliados caídos.

## Trama
Los Merodeadores atacan Asgard mientras Odín condena a Loki y los Gigantes de Hielo después de su intento de apoderarse del reino, permitiendo que los criminales escapen. Thor puede luchar contra los Merodeadores invasores y reagruparse con Heimdall, quien le informa al dios del trueno que Fandral necesita su ayuda para proteger a los Enanos de los Merodeadores. Se dirige a Nidavellir y rescata a Fandral del cautiverio de los Merodeadores. Aprenden del Rey Eitri que los Elfos Oscuros han regresado, y quieren que los Merodeadores roben Uru armas de los Hornos de Nidavellir y liberen al monstruo Mangog. Thor y sus aliados se dirigen hacia los hornos, donde se enfrentan a Mangog. Aunque el monstruo es derrotado, los Merodeadores pueden escapar con dos armas Uru: el Bloodaxe y la Espada de Torunn.
Thor regresa a Asgard, donde Heimdall le dice que envió a Lady Sif a Jotunheim para recuperar el Bloodaxe. Sin embargo, Heimdall ve que los Jotuns la habían capturado y envía a Thor a Jotunheim para salvarla. En Jotunheim, Thor lucha contra las fuerzas combinadas de los Gigantes de Hielo y los Elfos Oscuros hasta que encuentra a Sif. Los dos asgardianos se enteran de que los Elfos Oscuros no planean usar las armas Uru según lo previsto, sino como parte de un ritual. Consiguen recuperar el Hacha de Sangre de manos de los Elfos Oscuros después de que derrotan al monstruo que lo protege, el gigante Ymir, y regresan a Asgard con el arma a cuestas.
Heimdall envía a Thor a Vanaheim para recuperar la Espada de Torunn. Cuando llega, rápidamente se encuentra con su viejo amigo Hogun, que ya estaba en el reino para proteger a los Vanir locales de los ataques de los Merodeadores. Aunque Hogun está desconcertado por la naturaleza de los ataques, Thor cree que están conectados con la trama de los Elfos Oscuros. Los dos obligan a los Elfos Oscuros a salir de su escondite una vez que derrotan a Duhg, lo que obliga a Thor y Hogun a luchar contra los Elfos y sus aliados Merodeadores restantes. Después de derrotar a un Kroniano aliado con los Merodeadores, los asgardianos pueden recuperar la espada.
Con todas las armas Uru en manos asgardianas, Thor cae en una falsa sensación de seguridad; sin embargo, un ejército de Elfos Oscuros liderado por Algrim ataca a Asgard poco después para recuperarlos. Con la ayuda de Volstagg, Thor evita que los Elfos pongan sus manos en las armas y descubre la verdad detrás de los ataques de los Elfos Oscuros: están dirigidos nada menos que por Malekith, el infame rey de los Elfos Oscuros que una vez amenazó con destruir el universo, y el ritual que involucra las armas Uru hará precisamente eso.
Extrañamente, Odín le pide a Thor que no busque a los Elfos Oscuros y le entregue Mjølnir. Thor no tiene más remedio que cumplir con las demandas de su padre, pero sigue sospechando de sus motivos. Creyendo que Odin de alguna manera ha caído bajo el hechizo de Malekith, Thor busca el consejo de Loki sobre lo que sucedió. Su ex hermano confirma los temores de Thor de que Odín está siendo controlado por los Elfos Oscuros, por lo que libera a Loki para que lo ayude a enfrentarse a su padre. A cambio, Thor le promete a Loki que se convertirá en rey de Asgard. Después de luchar contra oleadas de Einherjar, Thor y Loki derrotan a Odín y lo liberan del poder de Malekith, pero es demasiado tarde. Odín ya envió el Hacha de Sangre y la Espada de Torunn a Svartalfheim.
Heimdall envía a Thor y Loki a Svartalfheim en una medida desesperada para evitar que Malekith complete el ritual. Sin embargo, cuando llegan a la casa de los Elfos Oscuros, Loki revela que había estado trabajando con Malekith todo el tiempo y que será nombrado rey de Asgard después de que los Elfos Oscuros destruyan el resto del universo. Thor lucha contra su traicionero hermano, lo que le da a Malekith el tiempo suficiente para casi completar el ritual. Una vez que Loki es derrotado, Malekith revela que planeó destruir Asgard con los otros reinos todo el tiempo. Reunidos por un objetivo común, Loki y Thor acaban con Algrim, y Loki regresa a Asgard. Mientras Thor lucha contra el resto de las fuerzas de Malekith, Loki convence a Odín de usar su poder para evitar que Malekith complete el ritual. El ritual falla, contorsionando el cuerpo de Malekith en formas monstruosas. El Malekith deforme hace su último esfuerzo y Thor pone fin a los planes del elfo loco de una vez por todas.
Una vez que regresa a Asgard, Loki, disfrazado de Odín, felicita a Thor por su victoria.

## Recepción
Thor: The Dark World recibió críticas "generalmente desfavorables" según el sitio web de agregación de reseñas Metacritic.
John Llewellyn Martin de Arcade Sushi escribió: "Thor: The Dark World es definitivamente un juego bonito y divertido. Aunque los gráficos nunca se acercan a las magníficas imágenes de Infinity Blade, sigue siendo un título gráficamente impresionante que se mantiene fiel a la estética de su material original y es una delicia en las pantallas Retina".
Lucy Ingram de 148Apps escribió: "Repleto de controles torpes, imágenes desordenadas y combates superficiales, Thor: The Dark World no es la maravilla que esperábamos".
Tommaso Pugliese de Multiplayer.it escribió: "Thor: The Dark World es un RTS de estilo MOBA muy interesante, repleto de muchos minions, aliados, poderes y misiones para desbloquear. Qué pena que también tenga un enfoque freemium muy agresivo".
Robert Workman de Modojo escribió: "Si Gameloft hubiera cobrado una tarifa fija y ofrecido una configuración de control de mando virtual, a Thor: The Dark World le habría ido mucho mejor en el análisis final. En cambio, simplemente se siente como una tarea. Ahorre su dinero para la película".
James Gilmour de AppSpy escribió: "Visualmente ruidoso y mecánicamente poco confiable, Thor: The Dark World es un hack-'em-up free-to-play confuso que reduce a su personaje principal a un espectador con el pie torcido".
Apple'N'Apps escribió: "Thor: The Dark World personifica los problemas con los enlaces de películas y el estilo freemium para ofrecer una experiencia rudimentaria que no vale la pena".
MacLife escribió: "La buena apariencia y la vinculación con una película de gran éxito no salvan a Thor: The Dark World de sus batallas descuidadas y su patético modelo freemium".